# 安井正義
安井 正義（やすい まさよし、1904年（明治37年）4月5日 - 1990年（平成2年）8月23日）は、日本の実業家。ブラザー工業の創業者。愛知県名古屋市出身。

## 略歴
1904年（明治37年）愛知県愛知郡熱田町（現在の名古屋市熱田区）にて6男4女の長男として生まれる。
1908年（明治41年）に父兼吉は安井ミシン商会を創業し、ミシンの修理販売を始める。1925年（大正14年）兼吉の死去に伴い安井ミシン商会を継承、安井ミシン兄弟商会に商号を改めミシン製造をはじめる。1934年（昭和9年）には組織変更し、ブラザー工業の前身となる日本ミシン製造を創立し社長に就任した。1950年（昭和25年）には会長に就任。
1964年（昭和39年）昭和法人会会長。
1990年（平成2年）8月23日、死去。86歳没。

## 著書
- 安井正義、伊藤伝三、川井三郎、北裏喜一郎、安藤豊禄、江戸英雄  『私の履歴書 経済人18』日本経済新聞社、1981年2月。ISBN 978-4532030681。